# École nationale d'ingénieurs de Bizerte
L'École nationale d'ingénieurs de Bizerte (arabe : المدرسة الوطنية للمهندسين ببنزرت) ou ENIB est un établissement d'enseignement supérieur tunisien relevant de l'université de Carthage.
Fondée en 2009, elle forme des ingénieurs dans les domaines des génies industriel et mécanique. La création de l'ENIB s'inscrit dans le contexte de la réforme et de la modernisation des formations d'ingénieurs en Tunisie. Le local de l'ENIB, implanté dans le technopôle de Bizerte, est financé par l'Agence française de développement.
Les élèves entrent généralement dans cette école par le biais du concours national d'accès aux écoles d'ingénieurs.

## Départements
L'ENIB démarre ses activités en 2009. Son cursus comprend trois filières :
- une formation d'ingénieur en génie industriel (depuis 2009) ;
- une formation d'ingénieur en génie mécanique (depuis 2011) ;
- une formation d'ingénieur en génie civil (depuis 2020).

## Partenariats
Un partenariat avec l'École nationale supérieure d'arts et métiers (ENSAM), signé officiellement en avril 2011, offre aux professeurs et d'étudiants la possibilité de compléments de formation et de stages dans l'un des huit centres de l'ENSAM et une collaboration forte en matière de recherche. Ainsi, onze professeurs invités et trois consultants internationaux ont dispensé des cours à l'ENIB en 2010-2011 alors que huit étudiants de l'ENIB poursuivent, en 2011-2012, leur troisième année dans différents centres de l'ENSAM.
Un autre partenariat est signé en février 2012 avec Polytech Clermont, concernant principalement le génie civil.